# Talübergang Wolfsgraben
Der Talübergang Wolfsgraben ist eine knapp 400 m lange Autobahnbrücke der niederösterreichischen Westautobahn im Gebiet des Wienerwalds, etwa 15 km westlich von Wien. Er ist nach dem nahegelegenen Ort Wolfsgraben benannt bzw. nach dem etwa 150 m tief eingeschnittenen Tal, das er rund 50 m über Grund quert.
Der Talübergang wurde – wie der gesamte 14 km lange Abschnitt 18 der Westautobahn von Wien-Auhof nach Pressbaum – im Dezember 1966 dem Verkehr übergeben. Der stark befahrene Abschnitt wurde 2006 und 2008 generalsaniert und von vier auf sechs Fahrspuren verbreitert. Daher wurden die beiden Brücken der Richtungsfahrbahnen neu errichtet. Die bis zu 60 m hohen Pfeiler blieben erhalten. Die Baukosten betrugen etwa 15 Mio. Euro.
Das in Längsrichtung geteilte Brückentragwerk ist fünfgliedrig mit Stützweiten von durchschnittlich 70 m. Die acht Pfeiler haben Querschnitte von etwa 8 mal 2 Meter.